# Підкунинські гори
Підкунинські гори — велика гірське пасмо, що прямує у субширотному напрямку майже на 12 км. Знаходиться в Усть-Абаканському районі Хакасії, є правим схилом долини річки Біджа.
Північний схил крутий, південний — пологий. Абсолютна висота зменшується зі сходу на захід. Найвища оцінка — 569 метрів над рівнем моря, відносна висота — від 100 до 200 м. У верхній третині північного схилу на поверхню виходять червоноколірні пісковики і сіро-зелені аргіліти девонського періоду. У східній частині знайдені наскельні малюнки стародавньої людини («Підкунинська писаниця»).
Вершина — гора Куня.